# (14015) Senancour
(14015) Senancour ist ein Asteroid des Hauptgürtels, der am 16. Januar 1994 vom belgischen Astronomen Eric Walter Elst und seinem französischen Kollegen Christian Pollas am Observatoire de Calern (Sternwarten-Code 010) nördlich der Stadt Grasse in Südfrankreich entdeckt wurde.
Der Asteroid wurde am 27. Januar 2013 nach dem französischen Schriftsteller Étienne Pivert de Senancour (1770–1846) benannt, einem Vorläufer der Romantik, dessen bekanntestes Werk Oberman. Roman in Briefen stark von den Ideen Jean-Jacques Rousseaus beeinflusst ist.